# Vodní nádrž Wendefurth
Vodní nádrž Wendefurth (německy: Talsperre Wendefurth) je pojmenována podle města Wendefurth v Harzu. Je součástí systému vodní ochrany a je po proudu vodní nádrže Rappbode. Byla vystavěna mezi léty 1957–1966. Jezero nádrže je vyhledávaným místem ke koupání a je zde i chov ryb.

## Přehradní hráz

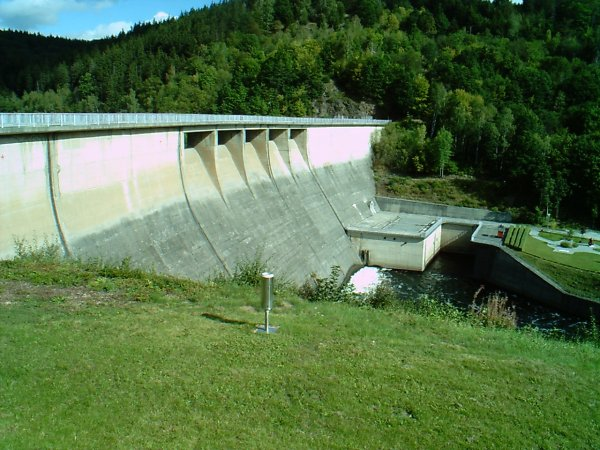
Hráz vodní nádrže Wendefurth

Hráz přehrady je složena z 16 segmentů. Jednotlivé segmenty přehrady jsou na návodní straně spojeny měděnými plechy a zality betonem. Pohyb jednotlivých segmentů je neustále monitorován moderním systémem. Při údolí je široká 30 metrů a v koruně 3 metry. Stěna hráze má několik galerií za účelem kontroly. Písty ventilů dvou propustí mohou vést až 75 m³ vody za sekundu.
Podloží tvoří břidlice, a tak je nutné jej monitorovat a také sledovat účinky hráze a tlaku vody na okolní hory.